# ماوريسيو ألفارينغا
ماوريسيو ألفارينغا (بالإسبانية: Mauricio Alvarenga)‏ هو لاعب كرة قدم سلفادوري في مركز حراسة المرمى، ولد في 24 يونيو 1951 في السلفادور. شارك مع منتخب السلفادور لكرة القدم. أما مع النوادي، فقد لعب مع ميونيسيبال.